# Marumba connectens
Marumba connectens är en fjärilsart som beskrevs av Clayton Dissinger Mell 1939. Marumba connectens ingår i släktet Marumba och familjen svärmare. Inga underarter finns listade i Catalogue of Life.